# Beja
Beja (ˈbɛʒɐ) è un comune portoghese di 35 762 abitanti situato nel distretto di Beja.
È una cittadina del Basso Alentejo posta su una altura da cui domina le colture agricole della regione, della quale è il principale centro economico e commerciale; è inoltre un nodo di comunicazioni stradali sulle direttrici est-ovest fra Siviglia e Lisbona e nord-sud fra Évora e Faro.

## Storia
Fu un'importante città romana col nome di Pax Julia derivante dal trattato di pace con la popolazione locale. Fu attaccata dagli arabi nel VII secolo e fu riconquistata nella prima metà del XII secolo durante il regno di Sancho I del Portogallo. Negli anni '60 del secolo scorso fu al centro di un fallito tentativo di rivolta contro il regime dittatoriale di António de Oliveira Salazar (1889-1970) che fu guidato dal generale Humberto Delgado, ucciso dopo poco dalla polizia segreta.
Nel periodo successivo alla rivoluzione dei garofani del 25 aprile 1974 (così detta perché i soldati dell'incruento colpo di Stato portavano il fiore nelle canne dei fucili) Beja è stata una protagonista della transizione dal precedente regime alla democrazia e ha riorganizzato l'economia agricola già basata sul latifondo in un sistema cooperativistico.

## Monumenti e luoghi d'interesse
Monumenti notevoli del centro storico sono:

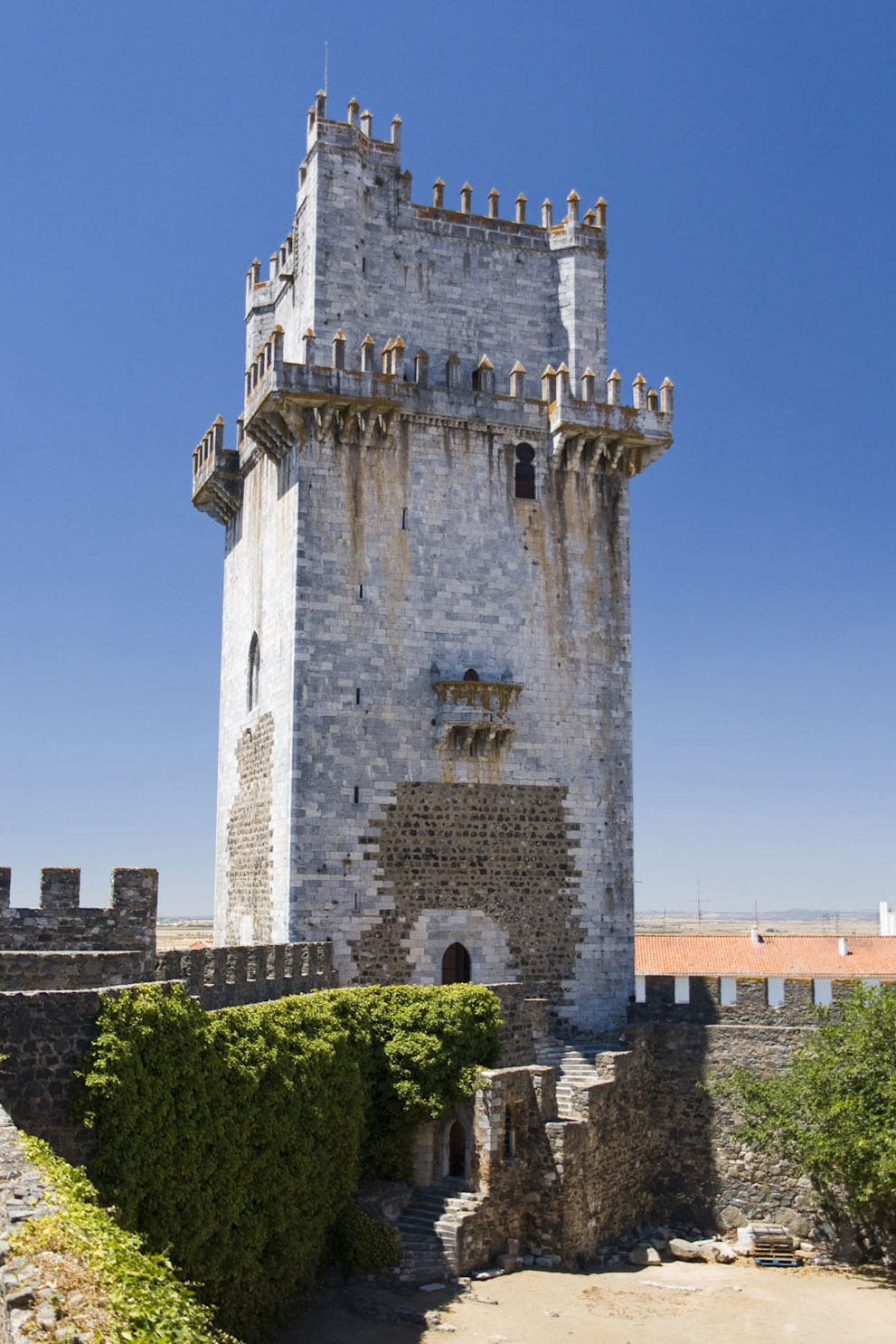
Torre de Menagem

- il castello che sorge sulla parte più alta della città. La città è cinta da mura romane delle quali però rimane solo un arco diroccato inserito nelle mura medioevali;
- la torre di Menagem alta 40 m, della fine del XIII secolo, dall'alto della quale si gode un vasto panorama delle "sierras" spagnole e della pianura sottostante. Nel cortile c'è un piccolo "museo militare" e, a fianco del castello, è la cattedrale di Sâo Tiago;
- Santo Anaro chiesa oggi sconsacrata che ospita un museo civico lapidario. Rappresenta uno dei rari documenti dell'arte protoromanica in Portogallo;
- Il convento de Nossa Senhora de Conceição, fondato nel 1467, che si richiama stilisticamente alla grande chiesa di Batalha, ospita il Museu da Reina dona Leonor e una chiesa barocca;
- la chiesa della Misericordia del 1550.
- la cattedrale di Beja, edificata del 1590 in stile manierista e barocco.

Quartieri residenziali moderni attorniano il centro storico.
A 6 km a sud c'è il borgo di Santa Clara de Loredo da cui in 2 km si raggiungono le rovine di Pisoesin cui gli scavi hanno riportato alla luce i resti di una villa romana con pavimenti a mosaico, colonne, calidarium.
Mertola, a 30 km a sud, importante paese di circa 10 000 abitanti posto sulle pendici di un colle, dominato da un castello alto sulla Guadiana che rappresenta un notevole esempio di recupero ambientale e storico di un centro minore.
È l'antica Myrtilis dei romani divenuta dal VII secolo fino al XII secolo l'araba Martula. È uno dei più importanti insediamenti del Baixo Alentejo, centro agricolo e commerciale, scalo del fiume Guadiana.
I monumenti più importanti sono:
- il castello che conserva tratti delle mura medioevale e due torri, quella bassa a pianta quadrata si affaccia verso la "Ribeira de Oeiras" che confluisce nella Guadiana e l'altra, più alta e merlata detta "Torre de Menagem è del XIII secolo. Ai piedi del castello sorgevano gli antichi insediamenti romano ed arabo; gli scavi hanno messo in luce l'ingresso a un criptoportico romano utilizzato successivamente come cisterna e i resti degli edifici arabi costruiti nel secolo VIII sulle fondazioni del foro romano.
- La Igreja Matrix con una modesta torre campanaria e ornata di pinnacoli, fu realizzata utilizzando l'antica Moschea degli Almoravidi della fine del secolo XII. Della moschea restano tracce : gli archi a ferro di cavallo delle porte e il "mihrab" la nicchia che indica la direzione della "Mecca" per la preghiera. Del secolo XVI sono gli interventi cristiani sull'edificio: il portale rinascimentale e la copertura che sostituisce la precedente in legno.
- Il Museo Romano è collocato nei sotterranei della "Camara Municipal" in un moderno allestimento che raccoglie i resti di una casa romana venuti in luce negli anni '70 del XX secolo scavando le fondazioni per la ricostruzione dell'edificio del Comune e quelli provenienti da scavi in altre località della regione, in particolare una statua togata del I secolo d.C., frammenti architettonici, monete, ceramiche e lapidi.
- Il Museu Islamico e de Arte Sacra, collocato nei locali dell'antica chiesa della Misericordia, raccoglie statue di terracotta e legno dipinto dei secoli XVI-XVIII, paramenti sacri, e tre pannelli dell'antico retablo della chiesa parrocchiale raffiguranti San Giacomo che combatte i Mori; la sezione dedicata all'arte islamica custodisce ceramiche, monili, iscrizioni e lapidi.
- Il convento de São Francisco del XVI secolo, di cui rimangono resti che, restaurati, ospitano mostre e spettacoli.

## Società

### Evoluzione demografica
| Popolazione di Beja (1801 – 2004) | Popolazione di Beja (1801 – 2004) | Popolazione di Beja (1801 – 2004) | Popolazione di Beja (1801 – 2004) | Popolazione di Beja (1801 – 2004) | Popolazione di Beja (1801 – 2004) | Popolazione di Beja (1801 – 2004) | Popolazione di Beja (1801 – 2004) | Popolazione di Beja (1801 – 2004) |
| --------------------------------- | --------------------------------- | --------------------------------- | --------------------------------- | --------------------------------- | --------------------------------- | --------------------------------- | --------------------------------- | --------------------------------- |
| 1801                              | 1849                              | 1900                              | 1930                              | 1960                              | 1981                              | 1991                              | 2001                              | 2004                              |
| 14971                             | 14824                             | 25382                             | 37143                             | 43119                             | 38246                             | 35827                             | 35762                             | 34970                             |

## Freguesias
- Albernoa
- Baleizão
- Beringel
- Cabeça Gorda
- Mombeja
- Nossa Senhora das Neves
- Quintos
- Salvada
- Salvador (Beja)
- Santa Clara de Louredo
- Santa Maria da Feira (Beja)
- Santa Vitória
- Santiago Maior (Beja)
- São Brissos
- São João Baptista (Beja)
- São Matias
- Trigaches
- Trindade

## Sport

### Calcio
- La principale squadra è il Desportivo Beja.